# Simpatia do Jardim Primavera
Simpatia do Jardim Primavera foi um bloco de enredo de Duque de Caxias, que se localiza no bairro de Jardim Primavera, e participa do Carnaval Carioca, como bloco de enredo, tendo como cores o verde e vermelho.

## História
Foi fundado em 30 de julho de 2000 através de um acordo onde escolheu o nome, cores, tendo como sugestão pra nomes: Chapa Quente, Chupeta, Sorriso da Primavera e Simpatia do Jardim Primavera. sendo o último nome o escolhido. num plebiscito que reuniu pra sua fundação, a Velha-Guarda da Grande Rio (que presidiu o plebiscito e se tornou a Madrinha do bloco) e a bateria da Unidos da Tijuca.
Em 2010, após cantar o samba de 1999 da Unidos da Tijuca no esquenta, foi o oitavo e último bloco bloco a desfilar pelo Grupo 2, na Intendente Magalhães (a quarta agremiação programada para a noite, Tigre de Bonsucesso, não desfilou). Concorreu com o enredo "Filhos da Terra".
Também participa do carnaval de sua cidade, onde conseguiu a segunda colocação em 2008 ao obter 93 pontos

## Carnavais
| Ano  | Colocação | Grupo   | Enredo                                              | Carnavalesco    |
| ---- | --------- | ------- | --------------------------------------------------- | --------------- |
| 2006 | 4° lugar  | 1-BLOCO | Wagner Montes - O caxiense que conquistou o Brasil  | Raphael Ladeira |
| 2007 | 6° lugar  | 1-BLOCO | Mulata, uma mistura perfeita                        | Raphael Ladeira |
| 2008 | 5° lugar  | 1-BLOCO | A Fina Flor da Malandragem                          | Raphael Ladeira |
| 2009 | 9° lugar  | 1-BLOCO | Aviso aos navegantes: Aracaju, a folia começa aqui. | Raphael Ladeira |
| 2010 | 5º lugar  | 2-BLOCO | Filhos da Terra                                     | Raphael Ladeira |
| 2011 | 6° lugar  | 2-BLOCO | No tabuleiro da baiana tem?                         | Raphael Ladeira |
| 2012 | 8º Lugar  | 2-BLOCO | Alegria, é Carnaval                                 | Chico Salgado   |